# Amata kindermanni
Amata kindermanni är en fjärilsart som beskrevs av Lederer 1858. Amata kindermanni ingår i släktet Amata och familjen björnspinnare. Inga underarter finns listade i Catalogue of Life.